# Bert Patenaude
Bertrand Arthur Patenaude (Fall River, 1909. november 4. – Fall River, 1974. november 4.) egykori amerikai válogatott labdarúgó.
Az amerikai válogatott tagjaként részt vett az 1930-as világbajnokságon.

## Sikerei, díjai
USA
- Világbajnoki bronzérmes (1): 1930

## Válogatott góljai
|   | Időpont             | Helyszín                                          | Ellenfél | Gólok | Eredmény | Kiírás                           |
| - | ------------------- | ------------------------------------------------- | -------- | ----- | -------- | -------------------------------- |
| 1 | 1930. július 13.    | Estadio Gran Parque Central, Montevideo, Uruguay  | Belgium  | 3–0   | 3–0      | 1930-as labdarúgó-világbajnokság |
| 2 | 1930. július 17.    | Estadio Gran Parque Central, Montevideo, Uruguay  | Paraguay | 1–0   | 3–0      | 1930-as labdarúgó-világbajnokság |
| 3 | 1930. július 17.    | Estadio Gran Parque Central, Montevideo, Uruguay  | Paraguay | 2–0   | 3–0      | 1930-as labdarúgó-világbajnokság |
| 4 | 1930. július 17.    | Estadio Gran Parque Central, Montevideo, Uruguay  | Paraguay | 3–0   | 3–0      | 1930-as labdarúgó-világbajnokság |
| 5 | 1930. augusztus 17. | Estádio das Laranjeiras, Rio de Janeiro, Brazília | Brazília | 1–2   | 3–4      | Barátságos mérkőzés              |
| 6 | 1930. augusztus 17. | Estádio das Laranjeiras, Rio de Janeiro, Brazília | Brazília | 2–4   | 3–4      | Barátságos mérkőzés              |